# Antipodiella chappuisi
Antipodiella chappuisi är en kräftdjursart som beskrevs av Brehm 1928. Antipodiella chappuisi ingår i släktet Antipodiella och familjen Canthocamptidae. Inga underarter finns listade i Catalogue of Life.